# رفراف جوادالكانال القزم
رفراف جوادالكانال القزم (الاسم العلمي Ceyx nigromaxilla)، طائر من مخيط الماء وفصيلة رفرافيات. موطنه جزيرة جوادالكانال. موائلة الطبيعية أراضي الغابات الرطبة المنخفضة الشبه الاستوائية أو المدارية.